# 쇼라인

위치

쇼라인(Shoreline)은 미국 워싱턴주 킹 군의 도시이다. 시애틀 도심에서 북쪽으로 14 km에 위치하며, 시애틀 북단과 경계를 이루고 있다. 2010년 인구는 53,007명이며 워싱턴 주에서 19번째로 큰 도시이다. 부유함의 척도의 하나인 평균소득에서, 쇼라인은 워싱턴주 522개 지역에서 91위를 차지한다.

## 인구
| 인구조사                                          | 인구   | Note  | %±   |
| ------------------------------------------------- | ------ | ----- | ---- |
| 1990년                                            | 52,109 |       | —    |
| 2000년                                            | 53,025 |       | 1.8% |
| 2010년                                            | 53,007 |       | 0.0% |
| 2019 (추산)                                       | 57,027 | [ 1 ] | 7.6% |
| U.S. Decennial Census U.S. Census Estimate (2019) |        |       |      |